# 鈴木あきえ
鈴木 あきえ（すずき あきえ、1987年3月12日 - ）は、日本のタレント、女優、リポーター、司会者・MC、ラジオパーソナリティー、元グラビアアイドルである。
東京都出身で、品川区立伊藤中学校を経て、東京都立雪谷高等学校を卒業した。芸能事務所プロダクションノータイトルに所属する。

## 来歴
高校在学中、チアリーディング部を引退して何もやることがなくなった時に、叔父の強い勧めで芸能事務所の面接を受け、2004年、17歳の時に『週刊ヤングジャンプ』（集英社）のグラビアに掲載される。編集者に「金太郎体形」と指摘されたことで様々なダイエットに挑戦し、半年間で13キログラム (kg) の減量に成功し、グラビアアイドルとして写真集やDVDを発表する。
水着になることを苦手に感じていたことから、19歳の頃、芸能界を辞めようと事務所に相談し、グラビアの仕事は辞めて、タレントとしてテレビの仕事に専念する。2006年から1年間、秦建日子が主宰する「演劇ワークショップTAKE1」の第4期生として演劇を学び、女優として秦作品の舞台に立つ。
2006年、『BSブランチ』（BS-TBS）のオーディションに挑戦して不合格となるが12月に『王様のブランチ』（TBS）のリポーターオーディションに合格して2007年2月からリポーターを務める。人気コーナー「買い物の達人」では、はっぴ姿でゲストとの買い物やトークを仕切り、持ち前の明るさと元気に加えて臨機応変なタレント力で注目を集める。2013年5月11日からリポーターと兼務でレギュラーキャストを務め、自身の結婚を機にステップアップとして番組を降板するまで、2017年9月までレギュラー出演した。
深夜1時から朝6時まで5時間の生放送番組『チャイム!』(FM NACK5) で、一人でパーソナリティを務めると1晩に平均1300通以上のメッセージがメールで寄せられるほどの人気を集め、番組内でモノマネも度々披露した。2010年6月20日日曜日の25時 - 29時に放送した冠特番『アッキー RADIO SHOW！』(FM NACK5) は、メッセージが1000通以上寄せられて当該時間帯の最高記録となる。2012年8月に開始した『鷹の爪団の世界征服ラヂヲ』(TOKYO FM) は、業界誌『GALAC』（放送批評懇談会）12月号でラジオ部門にノミネートされる。
2010年3月に吉本興業の神保町花月で催された喜劇『少年X』に出演し、2014年公開の劇場アニメ『サミーとシェリー 〜七つの海の大冒険〜』でヒロインのウミガメ・シェリーの声を担当した。
NHK Eテレの子供番組『大!天才てれびくん』で、出川哲朗と共に2011年4月から2014年3月まで司会者を務めた。『天才てれびくん』シリーズでは10代目の司会者となる。
2017年3月に、『王様のブランチ』のリポーターとして10年間で培った経験をもとに、初対面や年齢差などを克服する円滑なコミュニケーションを解説した『誰とでも3分でうちとける ほんの少しのコツ』（かんき出版）を上梓した。
結婚と出産を経て、2019年4月からNHK Eテレの育児情報番組『すくすく子育て』で司会を担当する。

### 私生活
知人を介して知り合った同年齢のテレビディレクターと約2年の交際期間を経て、2017年3月11日放送の『王様のブランチ』冒頭で婚約を発表し、6月24日に婚姻届を提出して挙式した。出川哲朗が結婚式の「スペシャル牧師」を務めた。9月30日の放送分で『王様のブランチ』のリポーター役を卒業すると発表された。
2018年4月9日に第1子の妊娠を公表して9月に男児を出産した。9月19日に自身のインスタグラムで、第1子男児を出産したことを公表した。2020年7月12日に自身のインスタグラムで、第2子を授かり年内に出産予定と公表。12月23日、女児を出産した。

## 人物
特技はチアリーディングとピアノで、東京都立雪谷高等学校在学中にチアリーディング部で関東2位・全国5位となる。2003年夏に雪谷高校が東東京代表として第85回全国高等学校野球選手権大会に出場した際に、阪神甲子園球場のアルプススタンドでチアリーダーとして応援した。
趣味は山登り、映画鑑賞、釣り、アクセサリー作りで、手話検定5級である。
家族は1歳上の姉と9歳下の弟がおり、タレントの田中絵里花は従妹である。

## エピソード
- 17歳でグラビアデビューした当時はぽっちゃり体型で、雑誌社の担当者から「もう、ちょいシャープに！」と告げられ、半年で13kg以上のダイエットに成功した。ありとあらゆるダイエットを試したことから、ダイエット方法に詳しいタレントと自負している。現在も体重を維持し、ダイエット誌の学研『FYTTE（フィッテ）』を愛読し、2010年6月号の巻頭特集で常食のヨーグルトを紹介している。
- 2013年6月29日放送の『王様のブランチ』『買い物の達人』コーナー[28]で、ゲストの水沢アリーが「お笑い芸人を目指して鈴木あきえをリスペクトしている」と発言した[29]。
- ウエストサイズは公称で59cm、2019年11月21日に放送されたTHE BAY☆LINEで測定すると58.5cmであった[30]。

## 出演

### テレビ
- 東京金歯（2004年10月 - 2005年9月、BSフジ）
- ぶちぬき（2005年4月 - 2006年3月、テレビ東京）
- 天才のパチンコ（2005年4月 - 9月、フジテレビ721）
- ぷっちぬき（2005年6月 - 2006年3月、テレビ東京）
- LOVE LOVE 大好きっ!（2005年10月 - 、エンタ!371）
- クチコミTV 2.0 by kakaku.com（2006年11月 - 2007年3月、TOKYO MX） - 司会
- 王様のブランチ（2007年2月 - 2017年9月、TBS）
- うぇぶたまww（2007年4月 - 9月、テレビ東京）
- NHK高校講座化学（2008年4月 - 2013年2月、NHK Eテレ） - 司会
- フクロ☆とじ（2009年10月 - 、名古屋テレビ） - MC
- ギタリスト列伝（2010年4月 - 、CSミュージック・エア） - MCアシスタント
- ワンセグランチボックス（2010年6月 - 、NHKワンセグ2） - リポーター
- 地球のしゃべり方（2010年10月 - 2011年3月、TBS） - アシスタント
- 大!天才てれびくん（2011年4月11日 - 2014年3月27日、NHK Eテレ） - 大天才テレビジョンアシスタントプロデューサー（司会）
- ドライブ A GO!GO!（初出演時期不明 - 、テレビ東京。準レギュラー）
- 土曜スペシャル（初出演時期不明 - 、テレビ東京。準レギュラー）
- みんなで手作りクリスマス〜出来るまでがお楽しみ〜（2012年11月28日 - 2012年12月19日、TBS）
- 買いダネ！（2013年4月 - 、TBS）
- コミュニてれび（2013年7月 - 、BSスカパー） - 司会
- ひるブラ（2014年8月 -、NHK。準レギュラー） - 司会
- どーも、NHK（2016年4月10日 -、NHK） - 週代わりMC
- すくすく子育て（2019年4月 - 2024年3月、NHK） - 司会[16]
- WITH!（2023年4月 - 、テレビユー福島） - 総合MC[31]
- 綾小路きみまろTV　武田鉄矢と語る昭和スター列伝（2024年1月4日 、BS日テレ　※製作：日活・チャンネルNECO） - 司会

### テレビドラマ
- 花嫁は厄年ッ! 第11話（2006年9月、TBS） - 案内係 役
- おとなの眼鏡（2006年12月、千葉テレビ） - 主演・真木砂羽 役
- ぼくの妹（2009年、TBS） - キャバ嬢 役
- クローン ベイビー 第1話、第4話（2010年、TBS）
- 歌セラ 第8回「GLeeeeN」（2010年、TUY・TBC・HBCほか）
- 月曜ゴールデン
  - 税務調査官・窓際太郎の事件簿 21（2010年11月1日、TBS） - 石塚真理 役
  - 警視庁機動捜査隊216 II（2011年10月31日、TBS） - 田端知世 役
- ナポレオンの村　（2015年7月26日、TBS） - レポーター 役

### 映画
- 僕と彼女の×××（2005年10月5日） - 椎名真琴 役
- 逢えてよかった。（2010年4月3日） - 小島雪 役
- HK 変態仮面 アブノーマル・クライシス （2016年5月14日）

### 劇場アニメ
- 鷹の爪GO 〜美しきエリエール消臭プラス〜（2013年9月13日）
- サミーとシェリー 〜七つの海の大冒険〜（2014年10月4日） - シェリー 役
- 天才バカヴォン〜蘇るフランダースの犬〜（2015年5月23日） - 鈴木明子 役

### ラジオ
- 鈴木あきえとワタナベアニのピンぼけパラダイス!（2005年10月 - 2007年4月、インターネットラジオklap）
- MAGICAL SNOWLAND（2008年10月 - 2009年3月、FM NACK5）
- チャイム!（2009年4月 - 2010年3月、FM NACK5） - 木曜（金曜未明）担当
- 宇賀神政人2030（2010年10月 - 2011年3月、FM NACK5）
- 鷹の爪団の世界征服ラヂヲ（2012年8月 - 2016年10月、TOKYO FM）[25]
- 954スペシャル（2012年10月 - 不定期、TBSラジオ）
- 垣花正のあなたとハッピー!（2013年11月26日、ニッポン放送） - 那須恵理子アナウンサー不在時のアシスタント代理
- The BAY☆LINE（2017年4月13日 - 2022年3月31日、bayfm） - 木曜パーソナリティ
- なな→きゅう（2019年4月2日 - 2020年10月30日、2021年2月26日 - 3月26日、文化放送） - 金曜パーソナリティ[32]
- 鈴木あきえ ポジママラジオ（2021年7月5日 - 、Podcast QR）

### 舞台
- 人生大爆走（2006年11月2日 - 5日、MK-Box、アートボックスホール）
- 地図 〜朝焼けに君をつれて〜（2007年3月15日 - 18日、演劇ワークショップTAKE1、きゅりあん小ホール）
- ひょ〜い、ドン!（2007年7月24日 - 29日、OFFICE BLUE、小劇場「楽園」）
- 比翼の鳥／ファインディング・サトコ（2007年12月19日 - 23日、OFFICE BLUE、アイピット目白）
- 少年X
  - 神保町花月特別公演（2010年3月2日 - 7日、吉本興業、神保町花月）
  - 名古屋公演（2010年10月10日、11日、テレピアホール）
  - 大阪公演（2010年11月6日、7日、京橋花月）
- 大!天才てれびくんスペシャル 迷走劇場ウラシマ（2012年1月9日、神奈川芸術劇場）
- 大!天才てれびくんスペシャル 真夏の夜の虫（2012年8月4日、NHKホール）
- 大!天才てれびくんスペシャル パズルの迷宮とゼロの秘宝（2014年1月11日、パルテノン多摩）

### CM
- 埼玉高速鉄道（2006年）
- エースコンタクト（2006年7月 - 12月）
- NEXUS[33]（2006年11月 - ）
- ロッテ アイスクリーム インフォマーシャル
- 大正製薬 ヴィックス メディケイテッド ドロップ 「満員電車」篇（2010年9月 - 12月）
- キリンビバレッジ 午後の紅茶（2010年10月、王様のブランチコラボCM）
- プレナス ほっともっと（2010年12月）
- 明治製菓 web-CM「明治手作り女子学園」（2011年2月11日 - 14日）
- SMBCコンシューマーファイナンス 『もっと！サービス向上委員会』（2012年7月 - ）
- サークルKサンクス FAST RELAX CAFE（2012年9月 - ）
- ブロードリーフ「カーウンセラー」（2013年10月-）
- 三陸と常磐産うめぇもんキャンペーン15秒　近畿篇（2022年10月17日 - ）

## 作品

### 写真集
- Cheers（2005年1月、彩文館出版、撮影：上野勇）ISBN 978-4775600634

### DVD
- アッキー登場! 〜南の島のfirst love〜（2004年12月、イーネット・フロンティア）
- ドッペルゲンガー（2005年4月、GPミュージアムソフト）
- 目があうじかん（2005年11月、フォーサイド・ドット・コム）
- Angel kiss 〜スマイルコロシアム〜（2006年4月、トリコロール）
- 19のLove letter（2006年8月、リバプール）
- Makes You Happy（2006年11月、リバプール）
- 稲川淳二 真相・恐怖の現場 ～恐怖の検証～ VOL.5（2007年6月、ビクターエンタテインメント）
- 稲川淳二 真相・恐怖の現場 ～恐怖の検証～ VOL.6（2007年7月、ビクターエンタテインメント）

## 書籍・連載

### 連載
- BREAK Max「アイドル井戸端コラム・山手線フーチャー」（コアマガジン）

毎月、山手線の各駅に下車しその駅の周辺の歴史から街の様子までを紹介していく2年計画のコーナー

### 書籍
- 誰とでも3分でうちとける ほんの少しのコツ（2017年3月8日、かんき出版）ISBN 978-4-7612-7238-8

### 雑誌
- MAMOR（2011年12月号、扶桑社） - 防衛省の技術研究本部・艦艇装備研究所を訪問し、海上自衛隊の制服を着て撮影、表紙と巻頭グラビアを飾る。
- たまごクラブ（2020年12月号、ベネッセコーポレーション） - 表紙[34]